# کشیک (چترود)
کشیک، روستایی از توابع بخش چترود شهرستان کرمان در استان کرمان ایران است. محمد علی ملنگ چهره مشهور این روستاست.

## جمعیت
این روستا در دهستان معزیه قرار داشته و براساس آخرین سرشماری مرکز آمار ایران که در سال ۱۳۸۵ صورت گرفته، جمعیت آن ۱۱نفر (۴ خانوار) بوده‌است.